# Xun

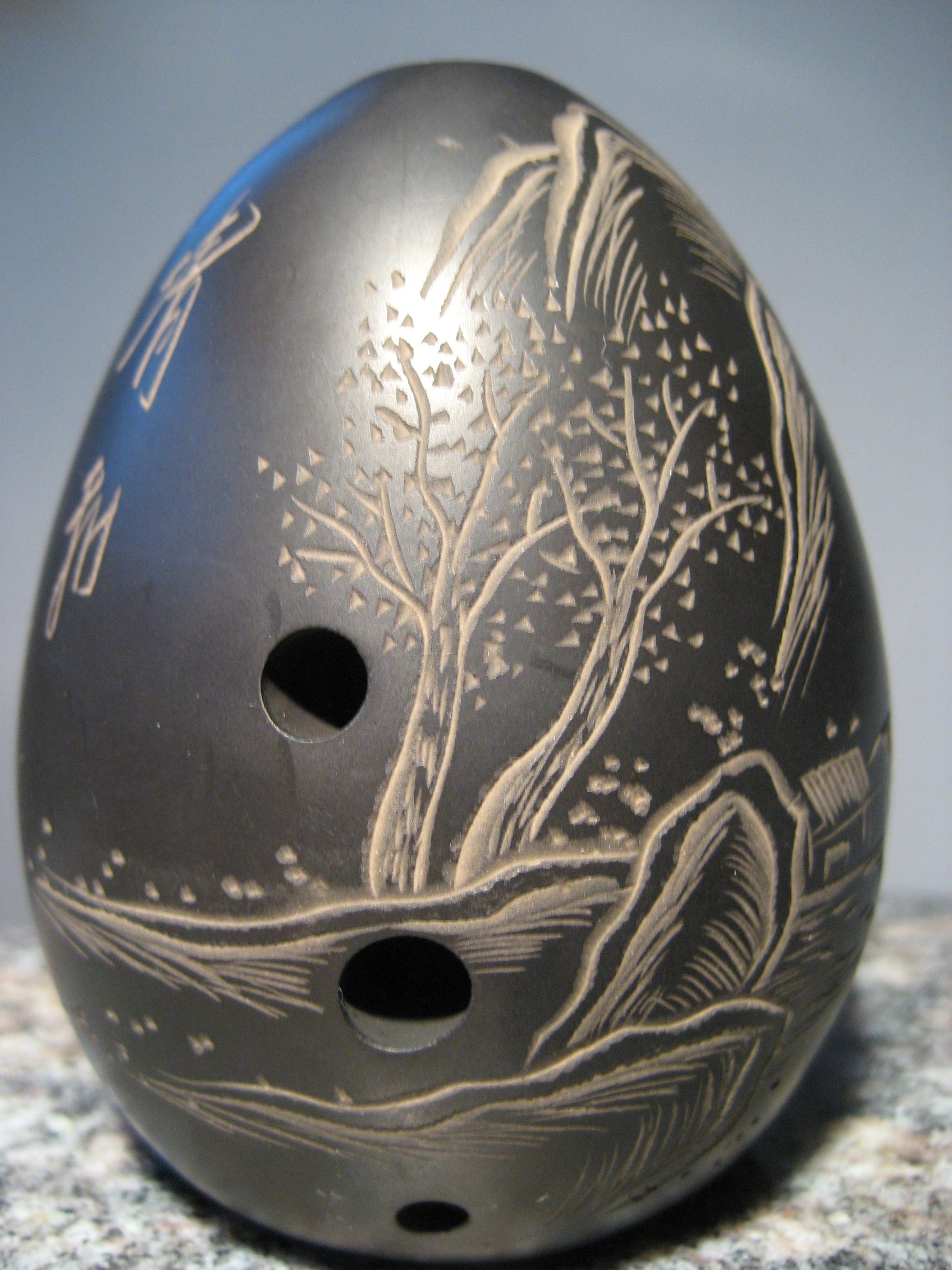
Un xun

Le xun (chinois : 埙 ; pinyin : xūn, prononcer "chune") est un instrument chinois très ancien, dont l'origine remonterait à 7 000 ans. Il s'agit d'une flûte globulaire en terre cuite, dont le musicien joue en soufflant sur un trou ouvert (embouchure), au contraire de l'ocarina européen où le jeu se fait en soufflant dans un conduit, comme pour la flûte à bec. En général percé de neuf trous, le xun possède un son très doux et peu puissant, favorisant un jeu intimiste en général soliste.

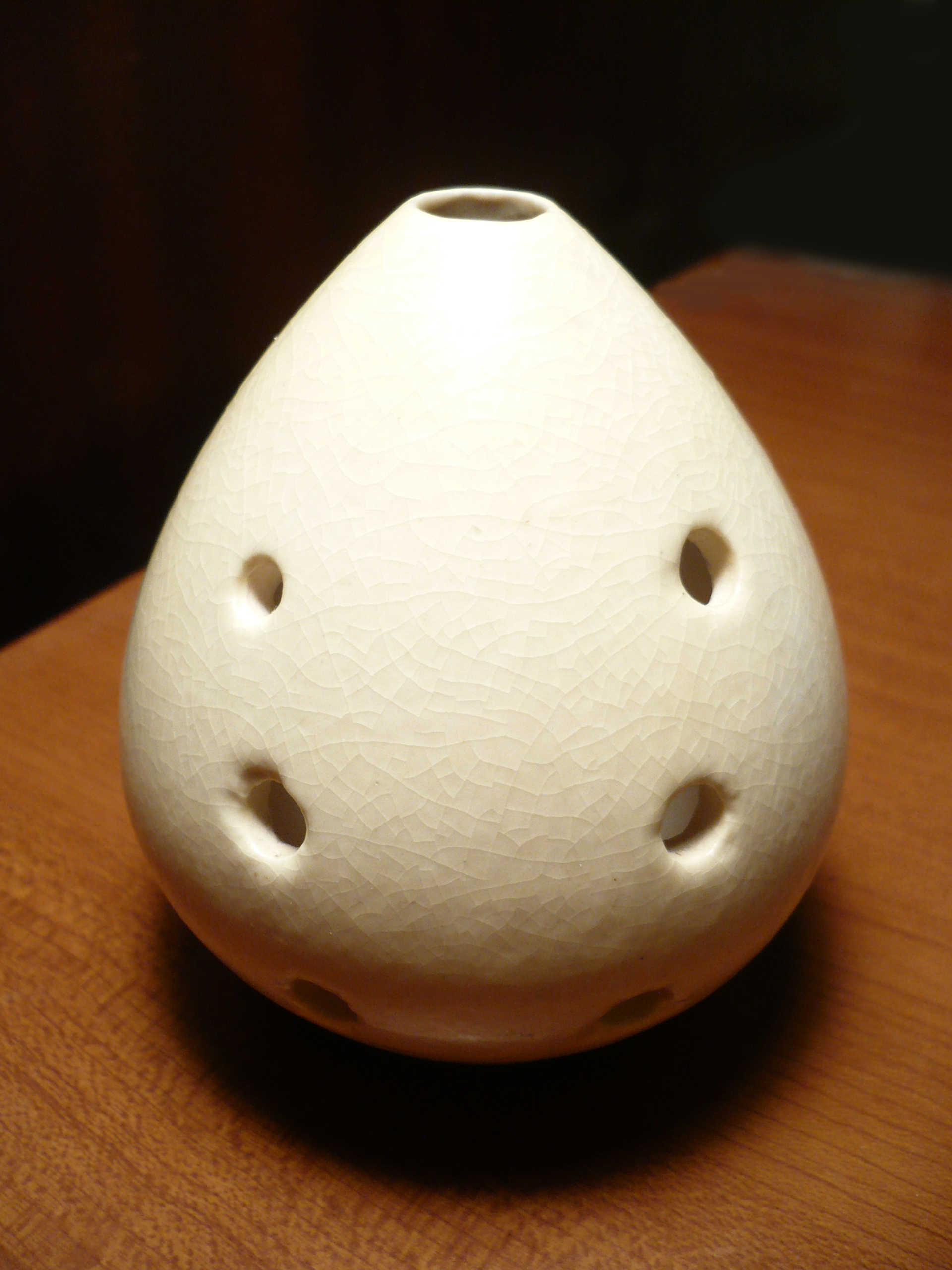
Un xun, face avant

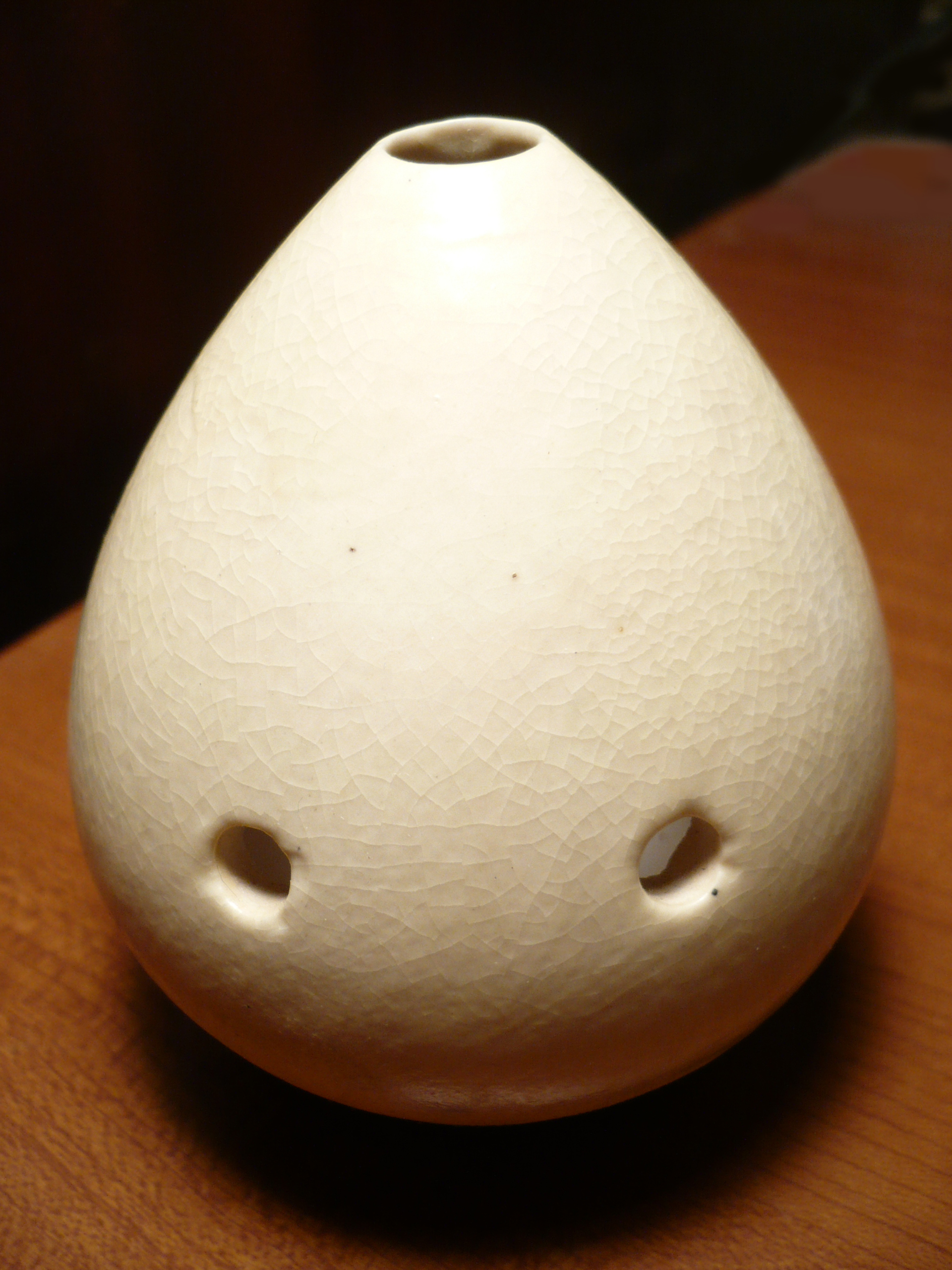
Un xun, face arrière